# ای. جی. کاکرن
ای. جی. کاکرن (انگلیسی: A. J. Cochran؛ زادهٔ ۹ فوریهٔ ۱۹۹۳) بازیکن فوتبال اهل ایالات متحده آمریکا است.
از باشگاه‌هایی که در آن بازی کرده‌است می‌توان به هیوستون دینامو و باشگاه فوتبال فینیکس رایزینگ اشاره کرد.
وی همچنین در تیم ملی فوتبال United States U23 بازی کرده‌است.